# Papaverina
La papaverina o 1-[(3,4-dimetoxifenil)metil]-6,7-dimetoxiïsoquinolina és un alcaloide altament tòxic extret de l'opi, l'estructura del qual fou establerta per Goldschmidt el 1888. La papaverina és emprada en medicina com a antiespasmòdic musculotròpic (relaxació del múscul llis) i com a vasodilatador en el tractament de les trombosis. De fórmula química C₂0H21NO₄, és un sòlid cristal·lí òpticament inactiu que es fon a 147 °C, soluble en cloroform, acetona i alcohol calent, i insoluble en l'aigua. És el segon alcaloïde amb un major percentatge en pes a l'opi, després de la morfina, però al contrari que aquesta no produeix dependència i la seva toxicitat també és menor.
La papaverina va ser el primer fàrmac que es va utilitzar per al tractament intracavernós contra la disfunció erèctil, i s'ha utilitzat també combinada amb fentolamina i alprostadil. L'administració de fàrmacs via intracavernosa consisteix a injectar amb una agulla de calibre petit una determinada dosi del fàrmac a la base del penis. El fàrmac activa els processos normals que inicien i mantenen una erecció espontània. El pacient s'injecta la dosi deu o quinze minuts abans de mantenir relacions sexuals, i la dosi s'ajusta per tal que l'erecció duri aproximadament una hora.